# 弗里多尼亞 (阿肯色州)
弗里多尼亞（英語：Fredonia）是一個位於美國阿肯色州普雷里縣的城鎮。

## 地理
弗里多尼亞的座標為34°49′18″N 91°24′33″W / 34.82167°N 91.40917°W，而該地的平均海拔高度為60米（即197英尺）。

## 人口
根據2020年美國人口普查的數據，弗里多尼亞的面積為2.47平方千米，皆為陸地。當地共有人口305人，而人口密度為每平方千米123人。